# Arken
 Der er for få eller ingen kildehenvisninger i denne artikel, hvilket er et problem. Du kan hjælpe ved at angive troværdige kilder til de påstande, som fremføres i artiklen.

Arken Museum for Samtidskunst er et kunstmuseum for moderne kunst i Ishøj, der blev indviet den 15. marts 1996 som en del af Kulturby 96.
Arken er en selvejende institution og et statsanerkendt museum.

## Historie
Arken Museum for Samtidskunst åbnede i 1996 takket være et politisk ønske om at etablere en markant kulturinstitution sydvest for København. Museumsbygningen er tegnet af Søren Robert Lund, der overraskende vandt arkitektkonkurrencen som ukendt arkitektstuderende i en alder af kun 25 år. Den udfordrende, maritime bygning passer i lighed med museets navn, Arken, til den anlagte strandpark.
Kunstmuseet fik i dets første år betydelig omtale i forbindelse med museumsdirektøren Anna Castberg. Det viste sig, at hun havde løjet om sine eksamener, hvorefter hun blev fyret i august 1996.
Museet blev udvidet i 2008 og i 2009 af arkitektfirmaet C.F. Møller og rummer i dag 13.500 m2.

## Samlingen
Arkens permanente samling består af dansk, nordisk og international kunst fra 1990. Arken repræsenterer både de kunstnere, som bruger nye medier og eksperimenterer med at udvide kunstens rammer, og de kunstnere, der nyfortolker klassiske medier som maleri og skulptur. Der er to hovedlinjer i samlingen.
- Den ene er kunst, der handler om det moderne menneskes eksistens som Emil Westman Hertz' Kiste eller nyerhvervelser som spot painting af Damien Hirst.

- Den anden fokuserer på den kunst, der gennem nye former, materialer og medier forholder sig til værkbegrebet som Tony Matellis Weed.

Udstillingsprogrammet veksler mellem den helt nye kunst som i det treårige projekt UTOPIA med værker af kinesiske Qiu Anxiongs At stirre ind i glemslen, Olafur Eliassons Din blinde passager eller Katharina Grosses Hello Little Butterfly I Love You What's Your Name?.
Eller udstillinger med Anselm Reyle eller efterkrigstidens største kunstnere som Andy Warhol og Basquiat. Men Arken behandler også den mere klassiske kunst betragtet ud fra en ny vinkel i udstillinger af Anna Ancher eller Hans Scherfig.

## Galleri
- Kunstmuseet Arken i Ishøj Strandpark
- Muren ved indgangen